# 인천만월초등학교
인천만월초등학교(仁川滿月初等學校)는 대한민국 인천광역시 남동구 구월1동에 있는 공립 초등학교이다.

## 학교 연혁
- 1989년 3월 1일: 개교
- 2015년 9월 1일: 구월 아시아드 선수촌 아파트 단지로 신축 이전

## 참고 자료
- 인천만월초등학교 - 한국교육학술정보원 학교알리미